# Радиохирургия
Радиохирургия (стереотаксическая радиохирургия; англ. stereotactic radiosurgery, SRS) — одна из методик лучевой терапии (радиотерапии), заключающаяся в однократном облучении патологического очага высокой дозой ионизирующего излучения . Сам термин был предложен Лекселлом, одним из создателей аппарата Гамма нож, в котором используется стереотаксическая рама для прецизионного (субмиллиметрового) позиционирования головы пациента относительно источника ионизирующего излучения. Технически использование стереотаксической рамы в радиохирургии, строго говоря, является необязательным: для этих целей также могут использоваться системы стереоскопической рентгеновской навигации (аппарат КиберНож и система навигации фирмы BrainLab ), КТ в коническом пучке (все современные медицинские линейные ускорители) в комбинации с системами контроля ИК-камерами (к примеру, продукция фирм Elekta/Medical Intelligence , BrainLab ), или комбинации этих систем. Использование систем позиционирования без стереотаксической рамы позволило использовать стереотаксическое облучение не в одну, а в несколько процедур (строго терминологически это гипофракционированная стереотаксическая лучевая терапия), а также расширило применение радиохиругии: теперь этот метод используется и для внечерепных патологий. Из-за этого термин "радиохирургия" претерпевает смысловую девиацию: если изначально радиохирургия определялась техникой облучения (облучение с использованием стереотаксической рамы), позже стали говорить об однократном облучении, а сейчас всё чаще говорят о биологическом эффекте - стерилизации опухолевых клеток.

## Стереотаксическая радиохирургия
Радиохирургия
— медицинская процедура, состоящая в однократном облучении высокой дозой ионизирующего излучения доброкачественных и злокачественных опухолей, артериовенозных мальформаций (АВМ) и др. патологических очагов с целью их уничтожения или приостановки их функционирования.
Термин «радиохирургия» подразумевает, что ионизирующее излучение высокой мощности собирается в узкий пучок и используется в качестве средства деструкции биологических тканей — опухолевых или здоровых. Метод искусственной имплантации радионуклидных частиц в толщу тканей для лечения опухолевых образований никаких ассоциаций с радиохирургией в современной научной литературе не имеет.
В первую очередь радиохирургия используется для лечения заболеваний головного мозга, в силу возможности осуществления жёсткой фиксации головы, что обеспечивает высокую пространственную точность, а также позвоночника.
В ряде случаев радиохирургия является альтернативой для хирургии, позволяя проводить лечение без хирургических манипуляций (трепанация черепа и т.п.) и связанных с ними рисков. С другой стороны, в большинстве случаев эффект от радиохирургии отсрочен (для доброкачественных опухолей на полгода-год и более, для АВМ на 1–2 года и более, для метастазов на 1–3 месяца и более), вследствие чего для пациентов с острыми симптомами в ряде случаев оказывается предпочтительней хирургия.
Одноразовое подведение высокой дозы накладывает ограничения на размер очага (3,0–3,5 см для опухолей и АВМ головного мозга), так как с ростом размера очага возрастает и дозовая нагрузка на прилегающие здоровые ткани, а следовательно возрастает риск постлучевых осложнений. В таком случае альтернативой радиохирургии (кроме хирургии) является также радиотерапия, в которой за счёт фракционирования — подведения дозы за несколько сеансов, снижается риск подобных повреждений. При этом в отличие от радиохирургии используется не только различие в радиочувствительности облучаемого очага и прилежащих тканей, но также и различие в скорости их восстановления. С другой стороны, фракционирование требует многократной укладки пациента, что значительно снижает точность радиотерапии по сравнению с радиохирургией. Кроме того, кривая зависимости доли погибших клеток от дозы за фракцию имеет максимум в предельном случае 1-й фракции, то есть соответствует случаю радиохирургии, что является дополнительным плюсом радиохирургии по сравнению с радиотерапией.
Основными радиотерапевтическими/радиохирургическими установками в данный момент являются:
- Гамма-нож;
- Линейный ускоритель;
- Кибер-нож;
- протонный ускоритель.

Основные патологии, для лечения которых показана радиохирургия:
- метастазы,
- невриномы (шванномы),
- менингиомы,
- артериовенозные мальформации,
- каверномы,
- аденомы гипофиза,
- невралгия тройничного нерва,
- и некоторые другие опухоли[7], сосудистые патологии и функциональные нарушения.

## Радиочастотная электрохирургия
Радиохирургия или «радиочастотная электрохирургия» — это бескровный метод иссечения мягких тканей радиочастотным электродом, на который подается переменный электрический ток частотой мегагерцового диапазона колебаний. Ткани иссекаются за счёт создания локальной зоны высокой температуры в точке касания электродом биологических тканей, обладающих реактивным сопротивлением. Поскольку разрез фактически осуществляется температурной деструкцией, а электрический ток выступает лишь средством осуществления локального нагрева, но никак не инициатором распада тканей, с точки зрения элементарной физики термин «радиохирургия» применительно к радиочастотной электрохирургии является неверным.
Метод радиочастотной хирургии получил широкое распространение в последние 15–20 лет благодаря развитию микроэлектроники (дешевизна, компактность и многофункциональность аппаратуры для электрохирургии), а также очевидной высокой эффективностии при решении задач бескровной резекции органов и тканей. Именно благодаря этому существующая с середины XX века электрокоагуляция трансформировалась в более широкое понятие радиочастотной электрохирургии.
Разновидностью радиочастотной электрохирургии является радиочастотная термодеструкция, используемая в некоторых разделах нейрохирургии (хирургия боли, функциональная нейрохирургия).

## Брахитерапия
Радиохирургия — узкопрофессиональное упрощение, эвфемизм для обозначения специального раздела брахитерапии, бытующий в среде некоторых российских онкологов.
В последнее время в онкологии широко применяются методы лечения, когда радионуклиды в виде зерен помещаются (импрегнируются) в толщу опухолевой ткани хирургическим путём. В классическом понимании это является ни чем иным, как брахитерапией, так как иссечение (деструкция) тканей при доставке радионуклидных зерен к органу-мишени по-прежнему проводится классическими методами: скальпелем, трокаром, пункционной иглой. Попытка применить к данному виду лечения термина «радиохирургия» связано со сложностью точного терминологического обозначения. Например, названия «хирургическая брахитерапия» или «брахитерапия с хирургическим доступом к органу-мишени» являются довольно длинными и сложными обозначениями, чтобы пользоваться ими в повседневной практике.
Термин «радиохирургия» в современной мировой онкологии и радиологии к данному виду лечения не применяется.